# Vicente Bergues
Vicente Osvaldo Bergues Larreinegabe (ur. 19 lipca 1939 w Asunción) – paragwajski strzelec, olimpijczyk.
Uczestnik Letnich Igrzysk Olimpijskich 1984. Zajął 61. miejsce w skeecie, wyprzedzając 8 zawodników.

## Wyniki

### Igrzyska olimpijskie
| Igrzyska         | Konkurencja | Wynik    | Miejsce | Źródło |
| ---------------- | ----------- | -------- | ------- | ------ |
| Los Angeles 1984 | Skeet       | 168 pkt. | 61      | [ 1 ]  |